# Mangora nahuatl
Mangora nahuatl là một loài nhện trong họ Araneidae.
Loài này thuộc chi Mangora. Mangora nahuatl được Herbert Walter Levi miêu tả năm 2005.